# Ban (mijloc de plată)

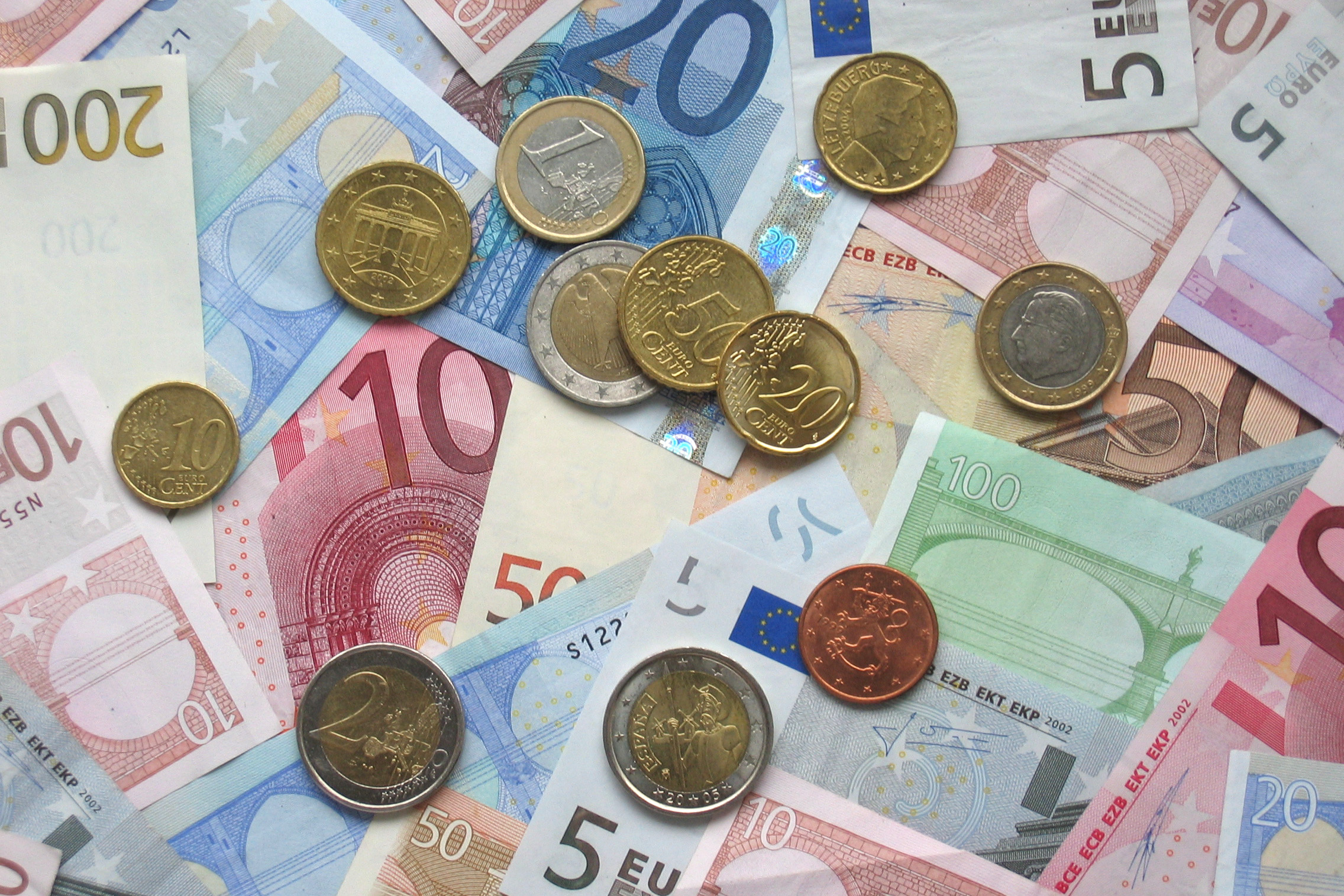
Bancnote și monede euro.

Banii reprezintă orice obiect sau înregistrare verificabilă, acceptată ca mijloc de plată pentru bunuri și servicii și pentru stingerea datoriilor (cum ar fi taxele), într-un anumit context socio-economic sau național.
Pentru ca un obiect sau un sistem să fie considerat bani, trebuie să îndeplinească următoarele criterii:
1. Să fie un mediu de schimb acceptat pe scară largă.
2. Să funcționeze ca unitate de cont, adică să permită măsurarea valorii bunurilor și serviciilor.
3. Să fie portabil, pentru a putea fi transportat ușor.
4. Să fie durabil, pentru a rezista în timp fără să se deterioreze rapid.
5. Să fie divizibil, pentru a permite tranzacții de valori diferite.
6. Să fie fungibil, adică fiecare unitate să fie interschimbabilă cu alta de același tip.
7. Să-și păstreze valoarea în timp, menținând puterea de cumpărare.

Moneda clasică îndeplinește primele șase condiții, dar nu întotdeauna ultima, din cauza fluctuațiilor economice. De-a lungul istoriei, aurul și argintul au fost cele mai frecvent utilizate forme de bani datorită proprietăților lor. Banii ca sistem de plăți au fost utilizați încă din timpurile străvechi ale civilizației umane. Inițial, au fost folosiți în comerț sub formă de monede metalice, iar ulterior au apărut bancnotele (note de bancă) și mijloacele electronice de plată. 
Istoric, banii au fost un fenomen emergent pe piață, având inițial valoare intrinsecă ca marfă. Aproape toate sistemele monetare contemporane se bazează pe bani fiduciari neacoperiți, fără valoare de întrebuințare. Valoarea lor este derivată prin convenție socială, fiind declarați monedă legală de către guverne sau autorități de reglementare, care impun acceptarea lor ca formă de plată în interiorul jurisdicției respective, pentru toate datoriile publice și private, cum este cazul dolarului american. Din punct de vedere economic, adevărata avere a unui individ este timpul și libertatea sa; banii reprezintă un mijloc prin care se stochează energia economică, permițând păstrarea valorii acesteia până în momentul utilizării pentru tranzacții.
Masa monetară a unei țări cuprinde toată moneda în circulație (bancnote și monede emise) și, în funcție de definiția utilizată, soldurile din conturile bancare. Aceștia din urmă, care există ca înregistrări contabile în instituțiile financiare și pot fi convertiți în numerar sau utilizați pentru plăți electronice, reprezintă majoritatea masei monetare în economiile dezvoltate.

## Istoric

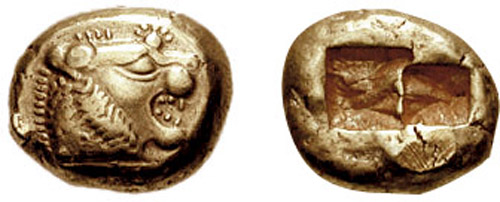
Monede antice din Lidia

În trecutul îndepărtat se făcea schimb în natură, ulterior au început să fie folosite în comerț monedele care erau scoici, apoi monede din metale prețioase ca argint sau aur. Obiceiul vechi românesc de a pune bani pe ochii mortului provine din mitologia Greciei Antice. În Antichitate mortului i se puneau bani pentru a putea plăti pe Charon, luntrașul lui Hades. El îi trecea pe cei proaspăt morți peste râul Acheron dacă își puteau plăti călătoria. În Grecia Antică, cadavrelor le era adesea pusă o monedă sub limbă pentru a putea plăti luntrașului Charon. Cei care nu puteau plăti aveau de pribegit o sută de ani pe malurile râului Acheron.

## Funcțiile banilor
În trecut, istoricii antropologiei economice considerau că banii au patru funcții principale (mijloc de plată – cea mai cunoscută noțiune –, unitatea de cont, depozitul de valoare și standardul de plată amânată). Manualele moderne de economie disting doar trei funcții, cea a normei de amânare a plății (taxe, amenzi) fiind inclusă în celelalte.
Au existat multe dezbateri istorice cu privire la distincția dintre aceste funcții diferite, mai ales că banii, un activ general acceptat ca mijloc de plată, sunt dominați de active mai profitabile (cum ar fi Bills of the Treasury) de asemenea, termenul „capital financiar” este mai general pentru a desemna lichiditățile și fuziunea tuturor funcțiilor banilor.
Conform unei concepții extinse despre bani (Concepție substantivă a lui Karl Polanyi), este suficient ca un obiect să îndeplinească una dintre aceste funcții pentru a fi calificat drept „obiect monetar”.